# Oxalis acetosella
Oxalis acetosella é uma planta do gênero Oxalis, vulgarmente nomeada em Portugal por aleluia, conhecida comumente encontrada na Europa e na Ásia.
A planta tem suas folhas em forma de coração com uma dobra no meio, normalmente formando em grupo de três folhas em uma haste marrom avermelhada. Sua florescência ocorre durante a primavera.